# Laurence Olivier Awards 2005
Die 29. Laurence Olivier Awards 2005 wurden von der Society of London Theatre in London vergeben, um herausragende Theater- und Musicalproduktionen zu würdigen. Ausgezeichnet wurden Produktionen der Theatersaison 2004/2005.

## Hintergrund
Der Laurence Olivier Award (auch Olivier Award) ist ein seit 1976 jährlich vergebener britischer Theater- und Musicalpreis. Er gilt als höchste Auszeichnung im britischen Theater und ist vergleichbar mit dem Tony Award am amerikanischen Broadway. Verliehen wird die Auszeichnung von der Society of London Theatre. Ausgezeichnet werden herausragende Darsteller und Produktionen einer Theatersaison, die im Londoner West End zu sehen waren. Die Auszeichnungen hießen zunächst Society of West End Theatre Awards und wurden 1985 zu Ehren des renommierten britischen Schauspielers Laurence Olivier in Laurence Olivier Awards umbenannt. Die Nominierten und Gewinner der Laurence Olivier Awards „werden jedes Jahr von einer Gruppe angesehener Theaterfachleute, Theaterkoryphäen und Mitgliedern des Publikums ausgewählt, die wegen ihrer Leidenschaft für das Londoner Theater“ bekannt sind.

## Gewinner und Nominierte
| Bestes neues Theaterstück | Bestes neues Musical |
| --- | --- |
| - The History Boys von Alan Bennett – National Theatre Lyttelton - By the Bog of Cats von Marina Carr – Wyndham’s Theatre - Festen von David Eldridge – Almeida Theatre / Lyric Theatre - The Goat: Who Is Sylvia von Edward Albee – Almeida Theatre / Apollo Theatre                                                                                   | - The Producers – Theatre Royal, Drury Lane - Mary Poppins – Prince Edward Theatre - The Woman in White – Palace Theatre |
| Beste Wiederaufnahme Theaterstück | Beste Wiederaufnahme Musical |
| - Hamlet – Old Vic Theatre - All’s Well That Ends Well – Gielgud Theatre - Endgame – Albery Theatre - Journey’s End – Comedy Theatre / Playhouse Theatre / Duke of York’s Theatre | - Grand Hotel – Donmar Warehouse - A Funny Thing Happened on the Way to the Forum – National Theatre Olivier - Simply Heavenly – Trafalgar Studios - Sweeney Todd – Trafalgar Studios / New Ambassadors Playhouse Theatre                                                                    |
| Bester Darsteller Theaterstück | Beste Darstellerin Theaterstück |
| - Richard Griffiths als Douglas Hector in The History Boys – National Theatre Lyttelton - Michael Gambon als Hamm in Endgame – Albery Theatre - Jonathan Pryce als Martin Gray in The Goat: Who Is Sylvia – Almeida Theatre / Apollo Theatre - Ben Whishaw als Prince Hamlet in Hamlet – Old Vic Theatre                                                | - Clare Higgins als Hecuba in Hecuba – Donmar Warehouse - Victoria Hamilton als Catharine in Suddenly, Last Summer – Albery Theatre - Anna Maxwell Martin als Lyra Belacqua in His Dark Materials – National Theatre Olivier - Caroline O’Connor als Darsteller in Bombshells – Arts Theatre |
| Bester Darsteller Musical | Beste Darstellerin Musical |
| - Nathan Lane als Max Bialystock in The Producers – Theatre Royal, Drury Lane - Lee Evans als Leo Bloom in The Producers – Theatre Royal, Drury Lane - Paul Hegarty als Sweeney Todd in Sweeney Todd – Trafalgar Studios / New Ambassadors Theatre - Gavin Lee als Bert in Mary Poppins – Prince Edward Theatre                                         | - Laura Michelle Kelly als Mary Poppins in Mary Poppins – Prince Edward Theatre - Maria Friedman als Marian Halcombe in The Woman in White – Palace Theatre - Leigh Zimmerman als Ulla Swanson in The Producers – Theatre Royal, Drury Lane                                                  |
| Beste Leistung in einer Nebenrolle Theaterstück | Beste Leistung in einer Nebenrolle Musical |
| - Amanda Harris als Emilia in Othello – Trafalgar Studios - Samuel Barnett als David Posner in The History Boys – National Theatre Lyttelton - Judi Dench als The Countess of Rossillion in All’s Well That Ends Well – Gielgud Theatre - Eddie Redmayne als Billy Gray in The Goat: Who Is Sylvia – Almeida Theatre / Apollo Theatre                   | - Conleth Hill als Roger de Bris in The Producers – Theatre Royal, Drury Lane - Michael Crawford als Count Fosco in The Woman in White – Palace Theatre - David Haig als George Banks in Mary Poppins – Prince Edward Theatre                                                                |
| Bester Regisseur / Beste Regisseurin | Bester Choreograph / Beste Choreographin |
| - Nicholas Hytner für The History Boys – National Theatre Lyttelton - Richard Eyre und Matthew Bourne für Mary Poppins – Prince Edward Theatre - Rufus Norris für Festen – Almeida Theatre / Lyric Theatre - Susan Stroman für The Producers – Theatre Royal, Drury Lane                                                                                | - Matthew Bourne und Stephen Mear für Mary Poppins – Prince Edward Theatre - Adam Cooper für Grand Hotel – Donmar Warehouse - Susan Stroman für The Producers – Theatre Royal, Drury Lane |
| Bester Bühnenbildner / Beste Bühnenbildnerin | Bester Kostümdesigner / Beste Kostümdesignerin |
| - Giles Cadle für His Dark Materials – National Theatre Olivier - Bob Crowley für Mary Poppins – Prince Edward Theatre - William Dudley für The Woman in White – Palace Theatre - Ian MacNeil für Festen – Almeida Theatre / Lyric Theatre - Christopher Oram für Suddenly, Last Summer – Albery Theatre                                                | - Deirdre Clancy für All’s Well That Ends Well – Gielgud Theatre - Bob Crowley für Mary Poppins – Prince Edward Theatre - John Gunter und Mark Bouman für Hamlet – Old Vic Theatre - William Ivey Long für The Producers – Theatre Royal, Drury Lane                                         |
| Bester Lichtdesigner / Beste Lichtdesignerin | Bester Sounddesigner / Beste Sounddesignerin |
| - Paule Constable für His Dark Materials – National Theatre Olivier - Howard Harrison für Mary Poppins – Prince Edward Theatre - Jean Kalman für Festen – Almeida Theatre / Lyric Theatre - Paul Pyant für All’s Well That Ends Well – Gielgud Theatre                                                                                                  | - Mick Potter für The Woman in White – Palace Theatre - Paul Arditti für Festen – Almeida Theatre / Lyric Theatre - Adam Cork für Suddenly, Last Summer – Albery Theatre |
| Herausragende Leistungen Ballett | Beste neue Ballettproduktion |
| - San Francisco Ballet für ihre Ballettsaison – Sadler’s Wells Theatre - Julien Macdonald als Kostümdesigner von Shimmer, Richard Alston Dance Company – Sadler’s Wells Theatre - Sylvia, The Royal Ballet – Royal Opera House - Das Ensemble für ihre Ballettsaison, Rambert Dance Company – Sadler’s Wells Theatre                                    | - Swamp, Rambert Dance Company – Sadler’s Wells Theatre - A Midsummer Night’s Dream, Northern Ballet Theatre – Sadler’s Wells Theatre - Milagros, Royal New Zealand Ballet – Sadler’s Wells Theatre - Romeo and Juliet, Royal New Zealand Ballet – Sadler’s Wells Theatre                    |
| Herausragende Leistungen Oper | Beste neue Opernproduktion |
| - Thomas Adès als Komponist der Oper The Tempest – Royal Opera House - Ben Heppner in Peter Grimes, The Royal Opera – Royal Opera House - John MacFarlane für das Bühnendesign von Lady Macbeth of the Mtsensk District und Peter Grimes, The Royal Opera – Royal Opera House - Das Orchester für ihre Opernsaison, The Royal Opera – Royal Opera House | - Lady Macbeth of the Mtsensk District, The Royal Opera – Royal Opera House - Les Paladins, Les Arts Florissants – Barbican Centre - Peter Grimes, The Royal Opera – Royal Opera House |
| Herausragende Theaterleistungen | |
| - Andrew Scott in A Girl in a Car with a Man – Royal Court Theatre - Guantanamo – Tricycle Theatre - Kevin Harvey in Yellowman – Hampstead Theatre - Aidan McArdle in The Shadow of a Gunman – Tricycle Theatre | |

## Sonderpreise
| Kategorie                         | Preisträger  |
| --------------------------------- | ------------ |
| Sonderpreis der Society of London | Alan Bennett |

## Statistik

### Mehrfache Nominierungen
- 9 Nominierungen: Mary Poppins
- 8 Nominierungen: The Producers
- 5 Nominierungen: Festen und The Woman in White
- 4 Nominierungen: All’s Well That Ends Well und The History Boys
- 3 Nominierungen: Hamlet, His Dark Materials, Peter Grimes, Suddenly, Last Summer und The Goat: Who Is Sylvia
- 2 Nominierungen: Endgame, Grand Hotel, Lady Macbeth of the Mtsensk District und Sweeney Todd

### Mehrfache Gewinne
- 3 Gewinne: The History Boys
- 2 Gewinne: His Dark Materials, Mary Poppins und The Producers